# فرانسوا لو متل دو بواس‌روبر
فرانسوا لو متل دو بواس‌روبر (به فرانسوی: François Le Métel de Boisrobert) شاعر و نمایش‌نامه نویس قرن شانزدهم میلادی اهل فرانسه است.